# グラニットベルト
グラニットベルト（英語: Granite Belt）は、オーストラリア・クイーンズランド州の南東部に広がる地域で、グレートディヴァイディング山脈に位置し、南北約50キロメートル、東西約25キロメートルにわたる。およそ南緯28度25分 - 28度55分、東経151度45分 - 152度5分の範囲に位置する。標高750 - 1050メートル。
グラニットベルトは、サウザンダウン郡 (en:Southern Downs Region) の一部で、人口約5,000人を有し、主な産業は観光業、ワイン生産、果樹栽培、野菜栽培である。グラニットベルトの中心地はスタンソープ (Stanthorpe) で、ここにサウザンダウン郡の地区役場がおかれている。

## 町
グラニットベルトにある町は、北からダルヴィーン (Dalveen)、サミット (Summit)、アップルソープ (Appelthorpe)、 スタンソープ (Stanthorpe)、セーヴンリー (Severnlea)、グレンアプリン (Glen Aplin)、バランディーン (Ballandeen)、ワランガラ (Wallangarra)、 そしてニューサウスウェールズ州との境界にあるリストン (Liston) である。リストンはニューサウスウェールズ州の小さな村だがグラニットベルトの一部として解釈されている。

## 気候
グラニットベルトはその標高の高さにより、クイーンズランド州内で一番寒い場所とされている。気温が低く、相対的に降雨量が少ない気候条件は、果実の成熟がゆっくりと進むため果樹栽培に非常に適している。冬場は特に寒く、夜間には毎晩の様に霜が降り、雹、凍雨、雪が降る事もある。また、比較的湿度が高く夜間が冷え込む春にも、霜が降りる。昼夜の寒暖の差が大きい。
標高は海抜750m - 1050mの高さで、クイーンズランド州内にあって寒いという独特な気候条件を生む主要因である。標高が高い事により、四季がはっきりと区別される事も特徴である。
この冷涼な気候を楽しむために観光地としても人気があり、特に冬場は賑わいを見せる。

## 土壌
グラニットベルトという地域名は、この地区に2億年前から存在する巨大な花崗岩帯に由来しており、この花崗岩土壌がグラニットベルトの大きな特徴となっている。
この花崗岩土壌は水はけがよく果樹栽培に適しているため、リンゴやブドウなどの果樹栽培が盛んである。リンゴは100万本が栽培され、クイーンズランド州全体へのリンゴ生産をまかなうとともに、花の季節の壮観な光景が有名である。
また、食用とともにワイン用ブドウの栽培も盛んで50以上のワイナリーがあるため、観光の目的地ともなっている。

## 歴史
この地域の歴史は1827年にさかのぼり、アラン・カニンガム (Allan Cunningham) によって開拓されたのが最初だと言われている。
1860年代に農産業が確立し、その後ヨーロッパからの移住者によって金、銅、スズなどの採掘産業が始められたとされる。
スタンソープという名前もラテン語のstannum (スズ) とthorpe (村) からつけられた。
この炭坑業の発展と、1881年にスタンソープ市まで、1887年にはニューサウスウェールズ州との境界であるワランガラまでクイーンズランド鉄道サザン線が敷かれたことによりこの地域は発展した。
その後1900年代に入り炭坑業が衰退してくると、ジェローム・ダバディ (Jerom Davadi) というカトリック宣教師により、果樹栽培およびワインの生産が推進された。
ジェローム・ダバディはワイン生産をこの地で始めた人物として記録されている。
当初は生食用のブドウからワインが造られていたが、1965年にシラーの栽培が始まりワイン生産が本格化し、今に至る。

## 地域の魅力
グラニットベルトは、クイーンズランド州最大の高級ワインの生産地であり、またクイーンズランドカレッジオブワインツーリズム (the Queensland College of Wine Tourism) が設置されるなど、ワイン産業とワイン教育に力を入れている地域である。シラー、カベルネ・ソーヴィニヨン、メルロー、シャルドネなどの主要品種が秀逸で成功を収めている。
ベルデーリョ、ネッビオーロ、サンジョヴェーゼ、プチ・ヴェルドなども注目され始め、多くの生産者が他のオーストラリアの地域ではほとんど造られていない品種の栽培、醸造に挑戦しており、その評価が高まっている。この土壌が含むミネラル分がワインの中に火打石のような風味を与えると主張するワイン生産者も多い。グラニットベルト産のワインの95%はオーストラリア国内で消費されるが、一部は日本へも輸出されている。
グラニットベルトの一部は花崗岩の奇岩群や、独特の植物などが見られるギラウィーン国立公園の一部として保護されている。植物については少なくとも800種以上が生息していて、スタンソープ希植物共同体 (Stanthorpe Rare Flower Consortium) という地域固有の植物郡の存在が知られ、この土地が重要な自然遺産であることを物語っている。
花崗岩がいたる所で見られ、花崗岩帯の下を人知れず流れる小川などが見られることから、ロッククライミングや、ハイキングを趣味とする人達にも人気が高い。

## 日本との関係
果樹栽培やワイン産業などの共通点から、2005年6月20日にスタンソープ市 (en:Shire of Stanthorpe) と岩手県紫波町が姉妹都市として締結された。2008年にスタンソープ市がウォリック市 (en:Shire of Warwick) との合併により、サウザンダウン郡となってからも姉妹都市関係は継続している。
産業、文化、教育で交流が盛んで、中学生のホームステイや、グラニットベルトで行なわれる「アップル&グレープフェスティバル」や紫波町の「紫波産業まつり」にもお互いに訪問を繰り返し交流を深めている。